# XVideos
XVideos (stylizováno jako XVIDEOS) je web pro sdílení a prohlížení pornografických videí. Web byl založen v Paříži v roce 2007. Je registrován pod českou společnost WGCZ Holding. K říjnu 2024, jde to druhý nejnavštěvovanější pornografický web na světě, hned po Pornhub.

## Historie
XVideos založil v Paříži v roce 2007 francouzský podnikatel Stephane Michael Pacaud. Do roku 2012 byly XVideos největší porno webovou stránkou na světě s více než 100 miliardami zobrazení stránek za měsíc. Fabian Thylmann, majitel MindGeek, se v roce 2012 pokusil koupit XVideos, ale neúspěšně. Francouzský vlastník XVideos odmítl hlášenou nabídku ve výši více než 120 USD milionů se slovy: „Promiň, musím jít a hrát Diablo II“.
V roce 2014 se XVideos kontroverzně pokusilo přimět poskytovatele obsahu, aby se buď zavázali, že se zřeknou práva smazat videa ze svých účtů, nebo své účty okamžitě zruší.